# Macrolingüística
La macrolingüística es el estudio más comprehensivo de las lenguas naturales con inclusión de la semántica lingüística, la pragmática y la sociolingüística. El término fue introducido por el lingüista estadounidense George L. Trager.
Frente a la macrolingüística la microlingüística estudiaría los aspectos relacionados con la estructura de las propias lenguas humanas sin preocuparse por el contenido semántico o de interacción social de las mismas.

## Componentes de la macrolingüística

### Fonética y fonología
Para algunos autores la fonética de las lenguas orales era considerada prelingüística (y del mismo modo la quirología de las lenguas signadas). Es decir, se consideraba a la articulación sonora o gestual como algo irrelevante para la estructura de la lengua. Aunque algunos autores consideran que la fonología y la morfofonética forman parte de la microlingüística.

### Gramática y sintaxis
Los aspectos gramaticales y la descripción de la estructura sintática de una lengua, son el núcleo del estudio microlingüístico y, por tanto, también son parte del enfoque más comprensivo de las lenguas que se llama macrolingüística.

### Semántica y pragmática
Por otra parte la semántica se considera un aspecto metalingüístico de la comunicación humana, es decir, un aspecto sólo indirectamente ligado a la estructura de la lengua en sí misma. Desde ese punto de vista la semántica tendría más que ver con el estudio del sistema cognitivo humano general más que con el estudio de las estructuras lingüísticas en sí mismas. Trager propuso una lingüística más comprehensiva que incluyera su estudio como parte integrande de ella.
Por otra parte la mayoría de enfoques prometedores de la pragmática necesitan incluir aspectos generales del sistema cognitivo humano y por tanto, en opinión de algunos autores la pragmática no puede ser tratada estrictamente dentro de la lingüística.

### Lingüística externa
La lingüística externa es la parte de la macrolingüística que estudia lo relacionado con los factores extralingüísticos que influyen en una lengua. Entre los aspectos que interesarían a la lingüística externa estarían: 
- La relación entre el habla de una comunidad y las costumbres de sus hablantes,
- La extensión geográfica y fragmentación en dialectos.

Las disciplinas específicas que estudian estos aspectos de la lingüística externa son sociolingüística, etnolingüística, dialectología y psicolingüística. Otros aspectos sobre los que existiría menor consenso sobre si forman o no parte de la lingüística externa son los siguientes:
- La relación entre la historia política y social de dicha comunidad,
- La relación entre la lengua y las instituciones, tales como Iglesia y Estado,
- La actividad cultural y científica de la comunidad,

## Otras acepciones
Por otro lado, también se conoce como macrolingüística al estudio de la interacción de las lenguas y de sus condiciones de adquisición, desarrollo y funcionamiento tanto individual como social. Como tal, sería una rama de la lingüística.
Entre sus manifestaciones más destacadas se cuentan disciplinas, a menudo de denominación compuesta y metodológicamente independizadas, como la sociolingüística, la etnolingüística, la psicolingüística, la estilística.